# Вороняче гніздо (печера)
Вороняче гніздо — печера, що знаходиться в місті Чорткові Тернопільської області. Загальна довжина печери — 26 метрів.

## Історія відкриття
Перше повідомлення про печеру з'явилось в газеті «Голос народу» 16 серпня 2019 року Володимиром Добрянським — археологом Чортківщини.

## Дослідження
Названа так тому, що під час її обстеження у ніші, яка розміщена на триметровій висоті, знаходилося старе покинуте вороняче гніздо.
Загальна довжина сягає 26 метрів, об'єм — 52 м куб. Середня ширина проходів становить 1,4, а висота — 2,3 метра. Її вхід розміщений за 8 метрів до верху стінки та над схилом із азимутом падіння 35°.
Перед входом знаходиться широкий та високий грот.